# カオ・ゴック・フォン・トリン
カオ・ゴック・フォン・トリン（Cao Ngọc Phương Trinh、高玉芳禎、1972年8月4日 - ）は、ベトナムの女子柔道家。
東南アジア競技大会では1991年、93年、95年の大会と3大会連続優勝をしている。1996年にはアトランタオリンピックの女子48kg以下級に出場しており、南ベトナム時代を除けばベトナムからオリンピックの柔道競技に出場したのはこれが初めて。